# Vaurien (film, 2018)
Pour les articles homonymes, voir Vaurien (homonymie).
Pour plus de détails, voir Fiche technique et Distribution.
Vaurien est un film français réalisé par Mehdi Senoussi, sorti en 2018.

## Fiche technique
- Réalisation : Mehdi Senoussi
- Scénario : Mehdi Senoussi, Haris Cheguettin et Akim Sakref
- Photographie : Malik Brahimi
- Montage : Arnaud Augst
- Décors : William Abello
- Costumes : Hyate Luspinski
- Musique : Sébastien Damiani
- Son : Thomas Lascar, Thomas Besson et Louis Molinas
- Production : Pascal Verroust
- Sociétés de production : K2 Productions, Caroline Productions et Auvergne-Rhône-Alpes Cinéma
- Société de distribution : Destiny Films
- Budget : 700 000 €[2]
- Pays de production :  France
- Langue originale : français
- Format : couleur
- Genre : drame
- Durée : 90 minutes
- Dates de sortie :
  - France : 27 janvier 2018 (Vénissieux)[3] ; 19 septembre 2018 (sortie nationale)
- Classification :
  - France : tous publics

## Distribution
- Romane Bohringer : Max
- Carlo Brandt : Raymond
- Lizzie Brocheré : Anna
- Phénix Brossard : Jonathan
- Vincent Deniard : Antonio
- Pascal Elbé : le commissaire
- Jean-Michel Fête : Franck
- Bruno Henry : Bruno
- Mariam Kaba : Salamata
- Mathilde Lebrequier : Adèle
- Moussa Maaskri : Monsieur Martin
- Annie Mercier : Josiane
- Francis Renaud : le Maire
- Jeanne Ruff : Cécilia
- Mehdi Senoussi : Red
- Nassim Si Ahmed : Majid
- Karina Testa : Sofia
- Steve Tran : Yann
- Hafid Sour : Brice le technicien de surface

## Production
Le tournage s'est déroulé en septembre et octobre 2016, pendant deux semaines, à Vénissieux.

## Autour du film
D'après la note d'intention du réalisateur : Le film est un polar atypique tourné sous forme de huis clos, avec la volonté de ne pas se laisser enfermer dans un genre mais de pouvoir glisser d'un registre à l'autre : du drame social à la comédie, du polar au film plus intimiste au gré des besoins du récit et des personnages. Bien que mené à un rythme soutenu avec de multiples rebondissements et de faux semblants, le récit met l'accent sur l'émotion et s'attache à peindre le portrait de personnages hauts en couleur, à vifs, abusés ou désabusés tour à tour. Drôles, attachants, emprunts d'humanité et de générosité, ils sont pris dans la tourmente d'une situation qui leur échappe et où chacun devra apprendre et se révéler,.
Vaurien est le premier long métrage français à avoir été intégralement monté sur Adobe Premiere Pro.